# مدينة منورقة
بلدية ثيوداديلا (بالكاتالونية: Ciutadella de Menorca أو Ciutadella؛ بالإسبانية: Ciudadela) هي بلدية تقع في منطقة جزر البليار شرق إسبانيا.

## الديموغرافيا
بلغ عدد سكان بلدية ثيوداديلا 29.315 نسمة عام 2011 (وفقاً للمعهد الوطني للإحصاء الإسباني).
| 21.296 | 22.341 | 24.741 | 26.972 | 28.017 | 29.160 | 29.315 |

## توأمة
لمدينة منورقة اتفاقيات توأمة مع كل من:
- أوريستانو
- القودية
- قرطبة

## أعلام
- ألبرت توريس
- إغناثيو بونسيتي
- جوان بونس ألفاريز
- سيرجي إنريك